# Amalodeta electraula
Amalodeta electraula là một loài bướm đêm thuộc phân họ Arctiinae, họ Erebidae.